# Wolfgang Kienast (Fußballspieler)
Wolfgang Kienast (* 14. August 1956 in Wien) ist ein ehemaliger österreichischer Fußballspieler.
Er spielte von 1975 bis 1977 bzw. in der Saison 1978/79 bei Rapid und gewann 1975/76 mit Rapid den Österreichischen Cup. Dies war auch gleichzeitig sein größter Erfolg in seiner Karriere.
Seine weiteren Stationen waren Admira Wacker (1977/78), Wiener Sport-Club (1979–1983), Austria Salzburg (1983–1985), SC Eisenstadt (1985–1987), Vienna (1987/88), Krems (1988/89), VSE St. Pölten. 2001 kehrte er kurzfristig als Trainer der Rapid-Amateure zu seinem Stammverein zurück.
Wolfgang Kienast ist der Bruder von Reinhard Kienast und der Vater von Roman Kienast.

## Erfolge
- 1 × Österreichischer Cupsieger: 1976